# José Landazabal Uriarte
José Landazabal Uriarte, més conegut com a Lakatos, (Durango, 7 de gener de 1899 - Bilbao, 5 de febrer de 1970) fou un futbolista basc de les dècades de 1910 i 1920.

## Trajectòria[2][3]
El seu sobrenom provenia de l'enorme semblança física que tenia amb el futbolista hongarès del Ferencvaros Imre Schlosser-Lakatos. Jugava a la posició d'interior dret. Amb 15 anys jugà a l'Eibar i el 1917 fitxà per l'Athletic Club. Amb 19 anys arribà al FC Barcelona on formà una gran davantera amb homes com Vicenç Martínez i Paulino Alcántara, disputant al club un total de 53 partits en els quals marcà 33 gols. A 1920 jugará uns mesos amb l'Hospitalenc. La posterior arribada de Félix Sesúmaga li barrà el pas de la titularitat i marxà al FC Martinenc on fou una gran figura. El gener de 1923 fitxà pel RCD Espanyol, retornant al Martinenc el juny de 1924. Posteriorment, jugà al Gimnàstic de València, al Patria, al Plentzia, Getxo i Canadiense. Fou internacional amb la selecció catalana de futbol el 1924.